# Alfons Babich
Alfons Babich (ur. 21 października 1855 w Jeziornej, zm. 10 października 1932 w Ostrołęce) – generał brygady Wojska Polskiego.

## Życiorys
Urodził się 21 października 1855 w Jeziornej. Ukończył pięć klas Gimnazjum III w Warszawie wstąpił tamże 3 października 1873 do Szkoły Junkrów. Następnie w 1897 ukończył Oficerską Szkołę Strzelecką w Oranienbaumie. Służył m.in. w 21 Muromskim pułku piechoty w Ostrołęce. W końcu XIX wieku był jednym z czołowych działaczy konspiracyjnych w Ostrołęce. Uczestniczył w tajnych zebraniach, w domu burmistrza Ostrołęki Zygmunta Butkiewicza ps. „Jastrzębiec”.
Od 6 października 1904 do 22 lutego 1905 dowodził batalionem 35 Wschodniosyberyjskiego pułku strzelców. W 1908 otrzymał awans na pułkownika i przeszedł na emeryturę. W czasie I wojny światowej ponownie w armii rosyjskiej.
W 1917 dowodził pułkiem w 4 Dywizji Strzelców Polskich. W 1918 został sędzią śledczym w II Korpusie Polskim w Rosji. 
12 grudnia 1918 został przyjęty do Wojska Polskiego z byłych Korpusów Wschodnich i byłej armii rosyjskiej, z zatwierdzeniem posiadanego stopnia pułkownika piechoty, i przydzielony do Krajowego Inspektoratu Zaciągu. 27 grudnia 1918 został wyznaczony na stanowisko komendanta XVII Powiatowej Komendy Uzupełnień w Cieszynie. 12 grudnia 1919 został szefem Oddziału V Sztabu Dowództwa Okręgu Generalnego „Lublin” w Lublinie. 14 października 1920 został zatwierdzony z dniem 1 kwietnia 1920 w stopniu pułkownika, w piechocie, w grupie oficerów byłych Korpusów Wschodnich i byłej armii rosyjskiej. Był wówczas komendantem Powiatowej Komendy Uzupełnień Będzin. Z dniem 1 maja 1921 został przeniesiony w stan spoczynku, w stopniu pułkownika piechoty, z prawem noszenia munduru. 26 października 1923 prezydent RP zatwierdził go w stopniu generała brygady. Na emeryturze zamieszkał w Ostrołęce. Tam zmarł 10 października 1932.

## Ordery i odznaczenia
- Krzyż Walecznych – 1921 „za męstwo i odwagę, wykazane w bitwie kaniowskiej w składzie byłego II Korpusu Wschodniego w dniu 11 maja 1918 roku”[9]
- Medal Zwycięstwa – 12 grudnia 1921[10]